# Blake Treinen
Blake Michael Treinen (Wichita, Kansas, 30 de junio de 1988), más conocido como Blake Treinen, es un jugador profesional estadounidense de béisbol que se desempeña en la posición de lanzador en Los Angeles Dodgers, equipo de las Grandes Ligas de Béisbol (MLB).

## Carrera
Treinen hizo su debut en la MLB con el equipo Washington Nationals, en el cual jugó cuatro temporadas (2014-2017), después pasó a Oakland Athletics (2017-2019), posteriormente a Los Angeles Dodgers, donde lleva jugando cuatro temporadas.